# إدنا فيليبس
إدنا فيليبس (بالإنجليزية: Edna Phillips)‏ هي عازفة قيثار ‏ أمريكية، ولدت في 7 يناير 1907 في ريدينغ في الولايات المتحدة، وتوفيت في 2 ديسمبر 2003.

## وصلات خارجية
- إدنا فيليبس على موقع ميوزك برينز (الإنجليزية)
- إدنا فيليبس على موقع ديسكوغز (الإنجليزية)